# Пхальгуна
Пхальгу́на (санскр. फाल्गुन ) или пхалгу́на — месяц индуистского календаря. В едином национальном календаре Индии пхальгуна является двенадцатым месяцем года, начинающимся 20 февраля и оканчивающимся 21 или 22 марта. В нём 30 дней.
В солнечных религиозных календарях месяц пхальгуна начинается со вхождения Солнца в зодиакальный знак Рыб.
В день полнолуния этого месяца — пхальгунипурнамаси — отмечается праздник Холи. 14 числа месяца отмечается Махашива-ратри.